# Plaesius laevigatus
Plaesius laevigatus är en skalbaggsart som beskrevs av Sylvain Auguste de Marseul 1853. Plaesius laevigatus ingår i släktet Plaesius och familjen stumpbaggar. Inga underarter finns listade i Catalogue of Life.